# Luci Venuleu Apronià (cònsol l'any 168)
Luci Venuleu Apronià Octavi Prisc (Lucius Venuleius Apronianus Octavius Priscus) va ser un magistrat romà del segle ii.
Va ser nomenat cònsol durant el regnat de Marc Aureli, l'any 168, juntament amb Luci Sergi Paulus, segons diuen els Fasti.